# National Exhibition Centre

Logo des NEC.

Das National Exhibition Centre; kurz NEC ist ein Kongresszentrum in Birmingham, England.
Das Center befindet sich nahe der Autobahn M42, dem Birmingham Airport sowie des Flughafenbahnhofs Birmingham International. Die Anlage besteht aus insgesamt 20 Hallen und wurde auf einem Areal von 2,54 Quadratkilometer errichtet, was es zum größten Kongresszentrum im Vereinigten Königreich macht. Königin Elisabeth II. eröffnete den Komplex am 2. Februar 1976. Das NEC ist der Hauptveranstaltungsort für die International Spring Fair (seit 1976), Crufts (seit 1991), die British International Motorshow (1978–2004) und hält weitere international bekannte Ausstellungen in seinen Gebäuden ab. Die Originalgröße des Komplexes betrug in den 1970er und 1980er Jahren 89.000 Quadratmeter. Im Jahr 1989 weihte die Queen das NEC ein weiteres Mal mit einer Größe von nun 125.000 Quadratmetern ein. Im Jahr 1993 betrug das Areal des Komplexes 158.000 Quadratmeter. 190.000 Quadratmeter erreichte der NEC-Campus im Jahr 1998. Der Komplex gehört der NEC Group, die ebenso die Arena Birmingham und das International Convention Centre Birmingham besitzt.

## Resorts World Arena

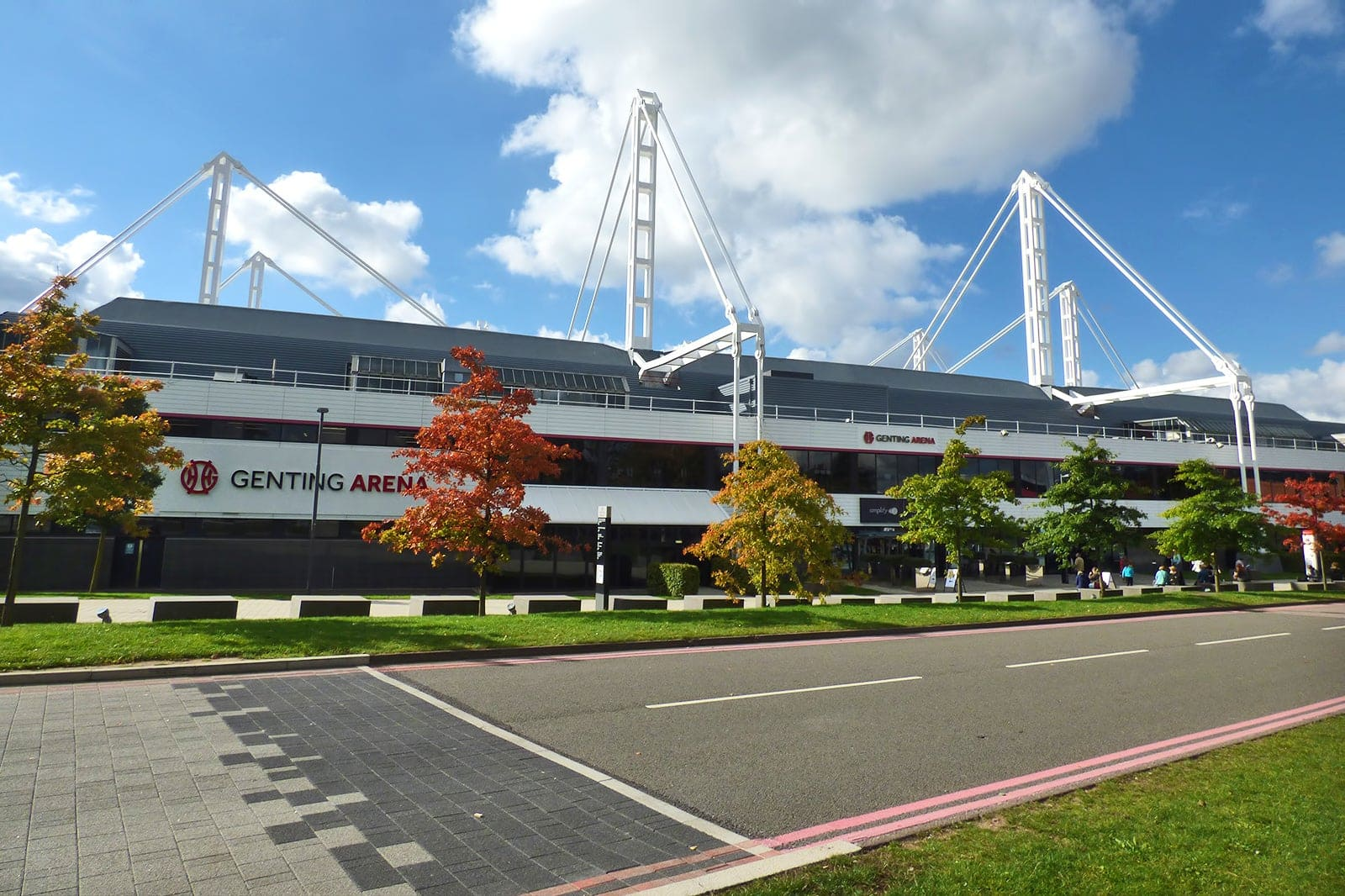
Eingang der Arena im Oktober 2016

Die Resorts World Arena ist eine Mehrzweckhalle mit 15.700 Plätzen im Komplex des National Exhibition Centre Birmingham und wird hauptsächlich für Konzerte genutzt. Die Arena wurde 1980 als Birmingham International Arena eröffnet und war damals die größte Multifunktionsarena in Großbritannien. Die Spielfeldgröße beträgt 94,8 Meter zu 51,4 Meter. Im Jahr 2008 wurde die Arena renoviert und 2009 erweitert. Die Erweiterung bezog sich jedoch nicht auf die Zuschauerkapazität. In der Arena traten schon Weltstars wie Eric Clapton während seiner Journeyman World Tour oder auch David Bowie im Verlauf seiner Serious Moonlight Tour auf. 
Ab 1983 hieß die Arena NEC Arena, dann ab 2009 LG Arena und ab 2015 Genting Arena. Seit 2018 heißt sie Resorts World Arena.